# Tellure natif
Pour les articles homonymes, voir Tellure (homonymie).
Le tellure natif ou tellure est un corps chimique simple métalloïde de formule Te, une espèce minérale de la catégorie des éléments natifs correspondant au tellure. Il contient fréquemment des traces de sélénium et de fer, de soufre et de bismuth, d'arsenic et de antimoine, d'argent et d'or, voire de plomb...
Ce minéral très rare, fragile et cassant, possédant des propriétés semi-métalliques, apparaît sous forme massive dans les veines hydrothermales, en particulier dans les veines d'or et d'argent. Il existe très souvent des tellurures avec ses métaux. Il fait partie du groupe du sélénium.

## Historique de la description et de l'appellation
Le grec telhos correspond au mot latin de genre féminin tellus, telluris signifiant la Terre. Ce minéral est dédié à la Terre ou au globe terrestre.
La localité type est la mine Mariahilf dans les monts de Facebaja (Facebanya ou Facebay), aujourd'hui Faţa Băii, district de Zlatna (Zalatna; Zalathna), province d'Alba en Transylvanie, Roumanie actuelle. Les premiers échantillons collectés datent de 1783, ils sont rassemblés par Franz Joseph Müller von Reichenstein qui pressent qu'il concerne un élément original inconnu de la science. Il s'empresse de faire parvenir son étude et ses remarques complémentaires au grand savant suédois Bergman afin qu'ils puissent pousser plus loin l'investigation chimique sur l'élément concerné et le corps simple naturel, élément natif, qu'il perçoit parmi les divers corps composés, mais sans apporter de preuves sûres car il hésite avec l'antimoine. Mais il semble que le scientifique suédois, accaparé ou déjà malade, n'ait eu le temps de conforter la proposition du minéralogiste. Il ne lui aurait pas répondu sur la nature de l'élément, mis à part l'assurance que ce n'était pas de l'antimoine, et décède l'année suivante en 1784. L'autrichien Reichenstein sombre dans la désolation, puis reprend un autre sujet.

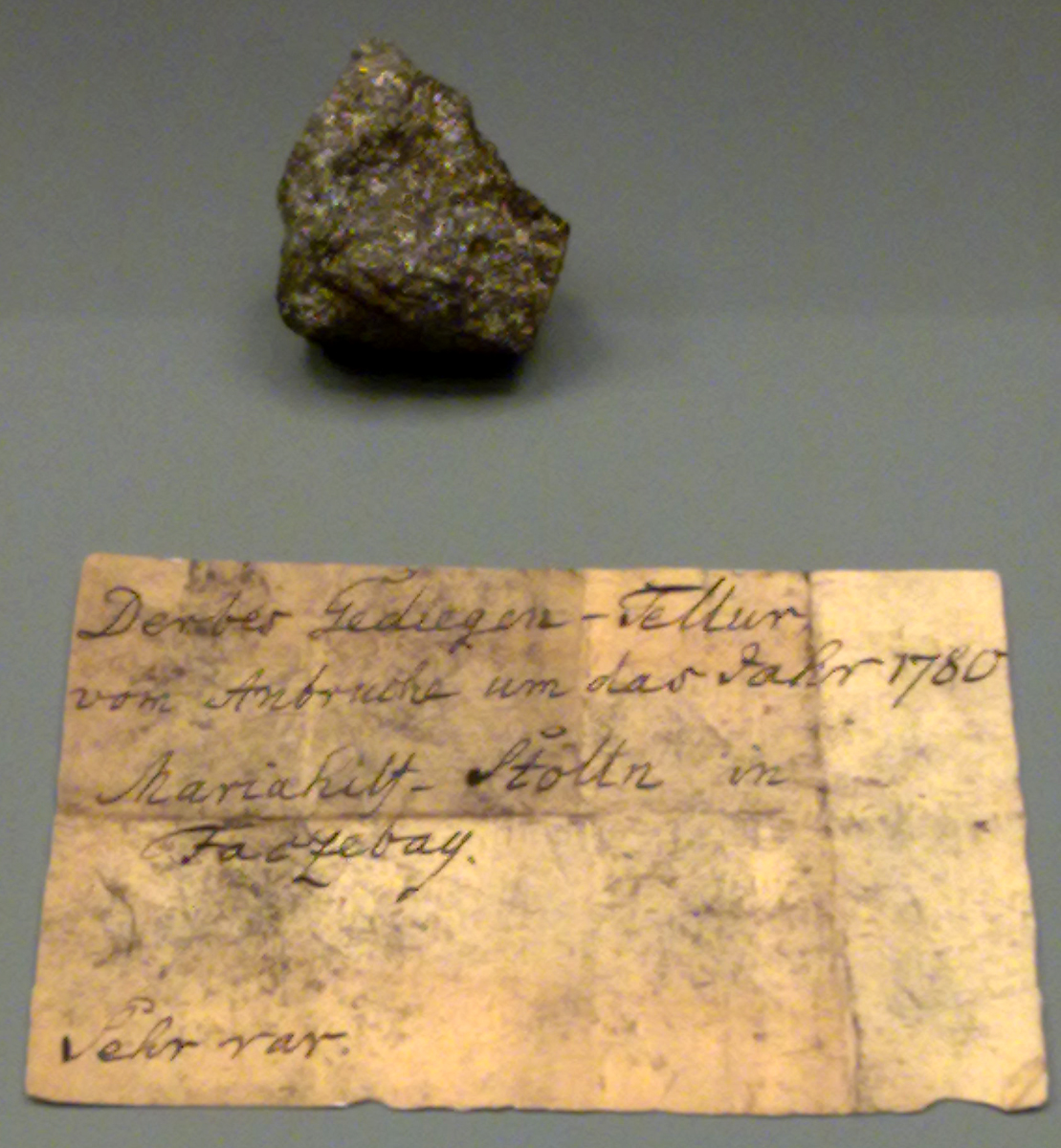
Morceau témoin de tellure natif géotype stolle Mariahilfe, Transylvanie. Musée des sciences naturelles à Berlin.

Le tellure à l'état natif est fréquemment en combinaison avec l'or, le plomb et le bismuth. Paul Kitaibel, chimiste hongrois encore novice, informé de l'intuition de Reichenstein, reprend la proposition d'un élément en 1789. Il dispose de minerais argentifères des mines de Transylvanie pour ces études, il a probablement déjà isolé des échantillons de tellurures de bismuth, accessoirement de sylvanite. Il faut attendre les travaux d'analyse de Martin Heinrich Klaproth, alerté par les travaux du chimiste hongrois, pour mieux connaître les propriétés du corps simple naturel en 1798. Klaproth isole le corps simple, le nomme das Tellur et reconnaît qu'il ne peut être relié à aucun élément chimique connu. Il nomme ainsi le nouvel élément correspondant Tellurium en latin.
La description minéralogique du tellure natif, à partir d'un échantillon très rare contenant  92 % de Te, 7,2 % de fer et 0,25 % d'or, est attestée en 1802.
Le tellure est ensuite décrit par Breithaupt en 1828. Dans son opus pour enseigner la chimie, Jöns Jakob Berzelius reconnaît la primauté de Muller von Reichenstein sur le chemin de la découverte. La communauté chimiste actuelle associe les trois chercheurs dans le processus de dévoilement de l'élément chimique..

## Cristallographie et cristallochimie
Il présente beaucoup d'analogie, en tant que corps simple métalloïde, avec le soufre natif et le sélénium natif. Même les composés des éléments dévoilent de nombreux isomorphismes.
Le tellure présente ainsi des chaînes en hélice.

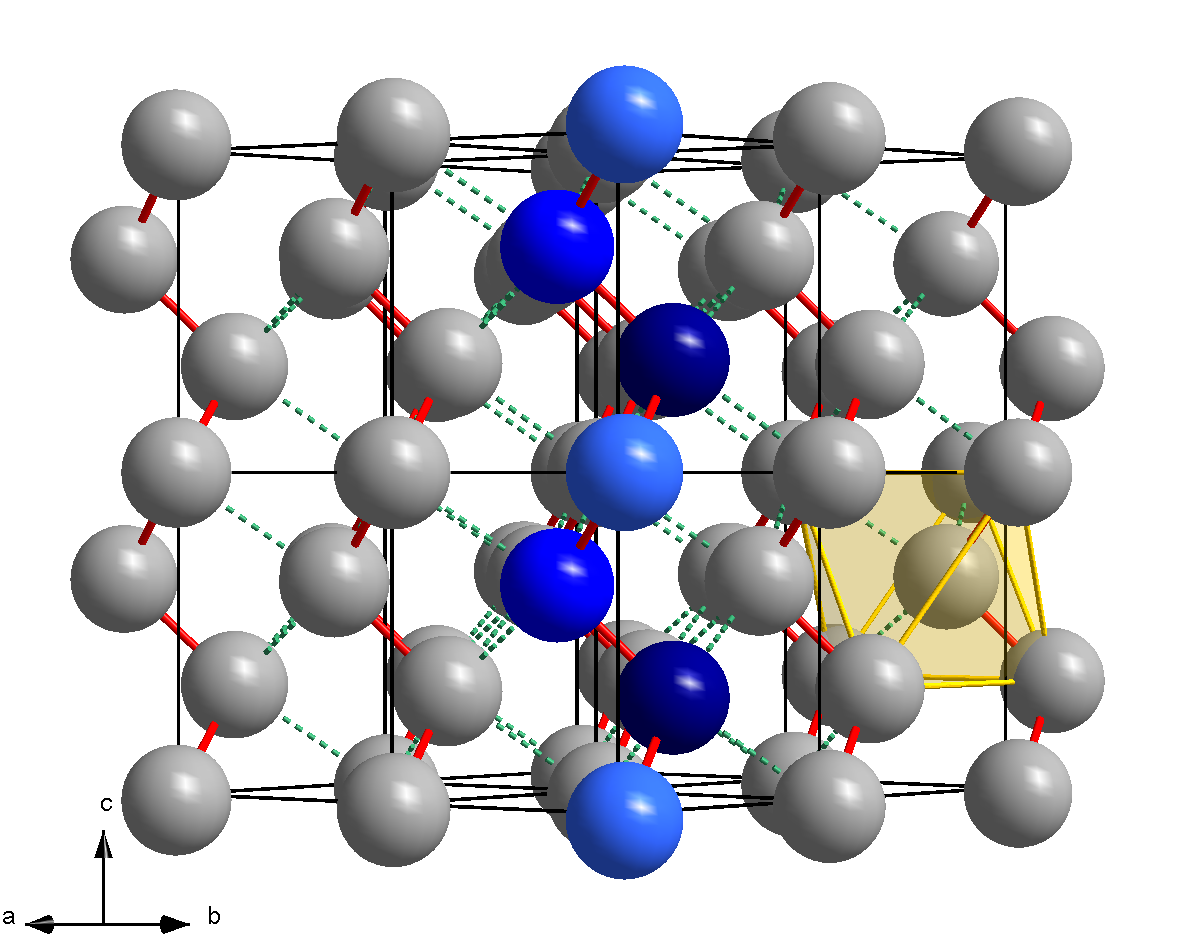
Structure cristalline du Te gris. Les chaînes de Te forment des hélices de symétrie 3_{1} parallèles à l'axe c. Les traits rouges continus représentent les liaisons covalentes de la chaîne, de longueur moyenne 284 picomètres. Les traits verts pointillés représentent des interactions stabilisantes secondaires de proximité 349 pm entre les chaînes. Un octahèdre jaune souligne la sphère de coordination octaédrique déformée d'un atome (2+4 voisins proches). Une chaîne est dévoilée en bleu avec trois atomes coloriés : bleu sombre à c = 1/3, bleu à c = 2/3 et bleu clair à c = 0.

La prépondérance des liaisons covalentes expliquent l'existence de macromolécules en phase solide. Ceci explique la faible dureté sur l'échelle Mohs. Néanmoins le réseau rhomboédrique d'atomes est particulièrement bien agencé. Les monocristaux de forme aciculaire ou prismatiques peuvent s'allonger exceptionnellement jusqu'à 3,5 cm. Mais la plupart des cristaux sont très petits, voire invisible à l'œil dans les structures microcristallines plus ou moins compactes.

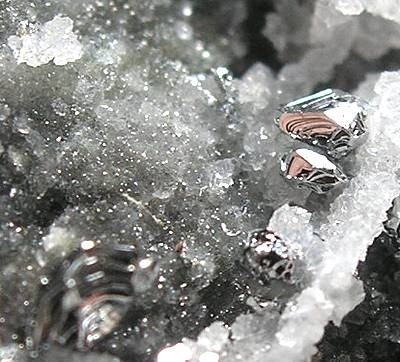
Cristaux de tellure natif d'environ 2 mm émergeant d'une gangue support de quartz

Dans les associations, le tellure est bien souvent sous forme d'anions divalents, de rayon ionique proche de 2,21 Å.
Le tellure natif fait partie du groupe du sélénium. Dans les classifications de Dana et de Strunz, sélénium natif et tellure natif forment un groupe homo-symétrique.

## Propriétés physiques et chimiques, toxicologie
Le polymorphisme marque les corps simples Te et Se. D'un point de vue (?), le tellure gris d'aspect métallique, isostructural du sélénium gris, est beaucoup plus stable que le tellure coloré non métal (semblable au sélénium rouge). Les cycles Se8 et Te8 se correspondent, ainsi que les structures à longues chaînes. Ces formes moléculaires complexes s'expliquent par la présence de liaisons covalentes.
Le corps simple solide naturel a un éclat et un lustre métallique, souvent gris blanc ou gris acier et dévoilant une texture cristalline. Très pur, les cristaux rhomboédriques sont très blancs, parfois bleuâtres, à la fois fragiles et lamelleux.
Mais il s'agit d'un faible conducteur électrique et thermique. Sa faible conductibilité électrique croît avec la température, à l'instar de celle du sélénium. Les deux corps simples Te et Se sont de mauvais conducteurs dans l'obscurité. Leur faible conductibilité s'accroît avec l'intensité lumineuse, d'autant plus que les photons sont énergétiques. Le tellure est un semi-conducteur de type p. C'est pourquoi il peut être employé dans les cellules photoélectriques destinés à mesurer l'intensité lumineuse ou encore comme redresseur de courant alternatif en courant continu.
Cassant et facilement pulvérisable en poudre grise, il a une odeur alliacé qui rappelle parfois l'arsenic natif. Il est très facile en le broyant de créer des aérosols de fines particules fines, à propriétés explosives.
Il fond vers 500 °C (pur vers 450 °C et se vaporise au rouge. Il bout vers 1 390 °C. La densité de sa vapeur croît jusqu'à atteindre un palier à 1 400 °C avec une densité de 9. Il s'agit d'une propriété étudiée par Henri Deville et Louis Troost, par ailleurs analogue à celle des corps simples soufre et sélénium. Pur, il bout vers 988 °C.
Chauffé au contact de l'air, le tellure s'enflamme et brûle avec une flamme bleue ou bleu-vert. Le composé formé est l'acide ou anhydride tellureux, TeO2 très peu soluble dans l'eau.
Le tellure est insoluble dans l'eau et le benzène. Il réagit facilement avec l'acide nitrique et l'acide sulfurique, mais pas avec l'acide chlorhydrique. Il est soluble dans l'eau régale. Il est également soluble dans les solutions aqueuses concentrées de potasse caustique KOH et de cyanure de potassium KCN  Il est insoluble dans le disulfure de carbone CS2.
Il est possible d'obtenir artificiellement du tellure à partir du tellurure de bismuth. Ce dernier, pilé, est calciné avec du charbon actif et du carbonate de potassium (potasse), pour obtenir du tellurure de potassium, facilement dissous par l'eau. Le séchage sous un flux d'air provoque par absorption d'oxygène de l'air l'apparition de tellure pulvérulent et la restitution de la potasse. C'est la réaction type employé par le chimiste allemand Klaproth.

### Analyse, distinction

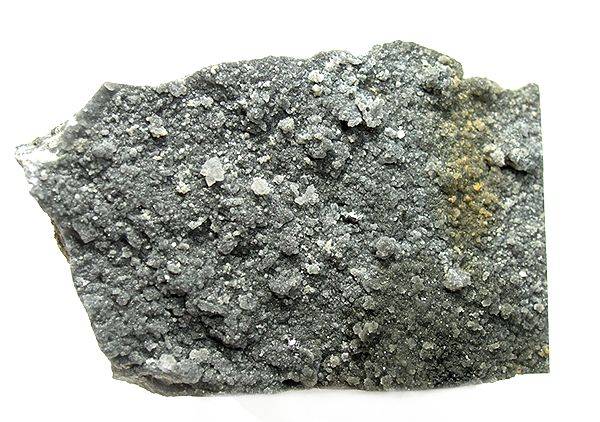
Veine de tellure natif en très petits cristaux de taille largement sub-millimétrique à quasi-millimétrique, Mine Empereur à Vatukoula, Champ aurifère de Tavua, Viti Levu, Fidji (6.9 x 4.2 x 1.1 cm)

Le bismuth natif présente une couleur plus foncé, excepté en cassure fraîche et surtout une densité plus élevée.
Il forme une multitude d'associations ou combinaisons naturelles diverses avec l'or Au, le plomb Pb, le bismuth Bi, l'antimoine Sb, l'argent Ag...

### Toxicologie
Le tellure natif est vénéneux. Le tellure est toxique par inhalation, par contact avec la peau et les muqueuses, et surtout par ingestion.
Il provoque souvent des nausées puissantes et peut causer des dépressions. Un empoisonnement au tellure laisse des traces de Te significative sur la peau, au point que cette dernière sent manifestement l'ail.

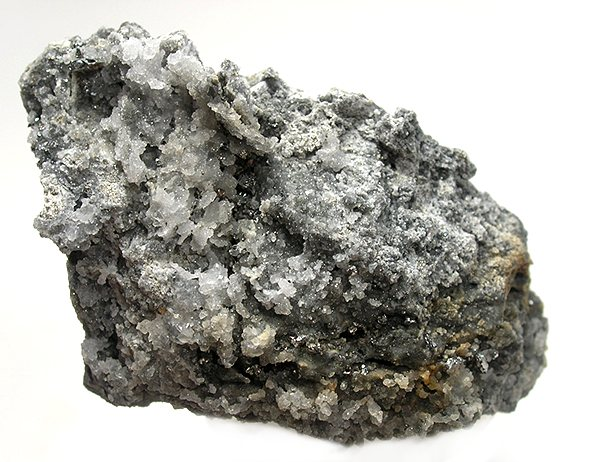
Association tellure natif - quartz, autre face de l'échantillon fidjien placée dans l'infobox (taille: 4.7 x 4.2 x 2.6 cm)

## Gîtes et gisements
Ce minéral natif est présent dans les dépôts hydrothermaux et dans les veines de minerais aurifères, argentifères ou ferrifères.

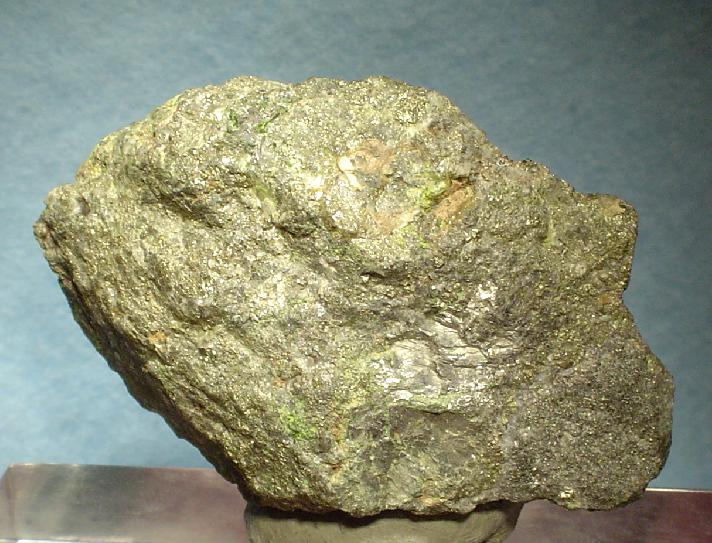
Tellure natif dispersé dans une matrice de tellurite et d'emmonsite Fe^{III}_{2} (TeO_{3})_{3} · 2H_{2}O, échantillon de 63 g (6 x 3.5 x 2.2 cm) collecté à Silver City, Nouveau-Mexique. Le tellure natif, à reflet brillant blanc d'argent, transparaît dans les bandes tournées parallèles, parfois d'un centimètre de large. Ce sont en réalité de nombreux microcristaux dispersés dans le minerai à base d'emmonsite. La coloration verte vient des clusters de fer de la structure minérale de cette tellurite hydratée englobante.

Association : sélénium natif, bismuth natif, or natif, argent natif, sylvanite (Au,Ag)Te2, tellurite ou tellurine, paratellurite, spiroffite, calavérite AuTe2, stützite, poughite, empressite, emmonsite, cameronite, alabandite, altaïte, quartz, barytine ou baryte…

### Gisements relativement abondants ou caractéristiques

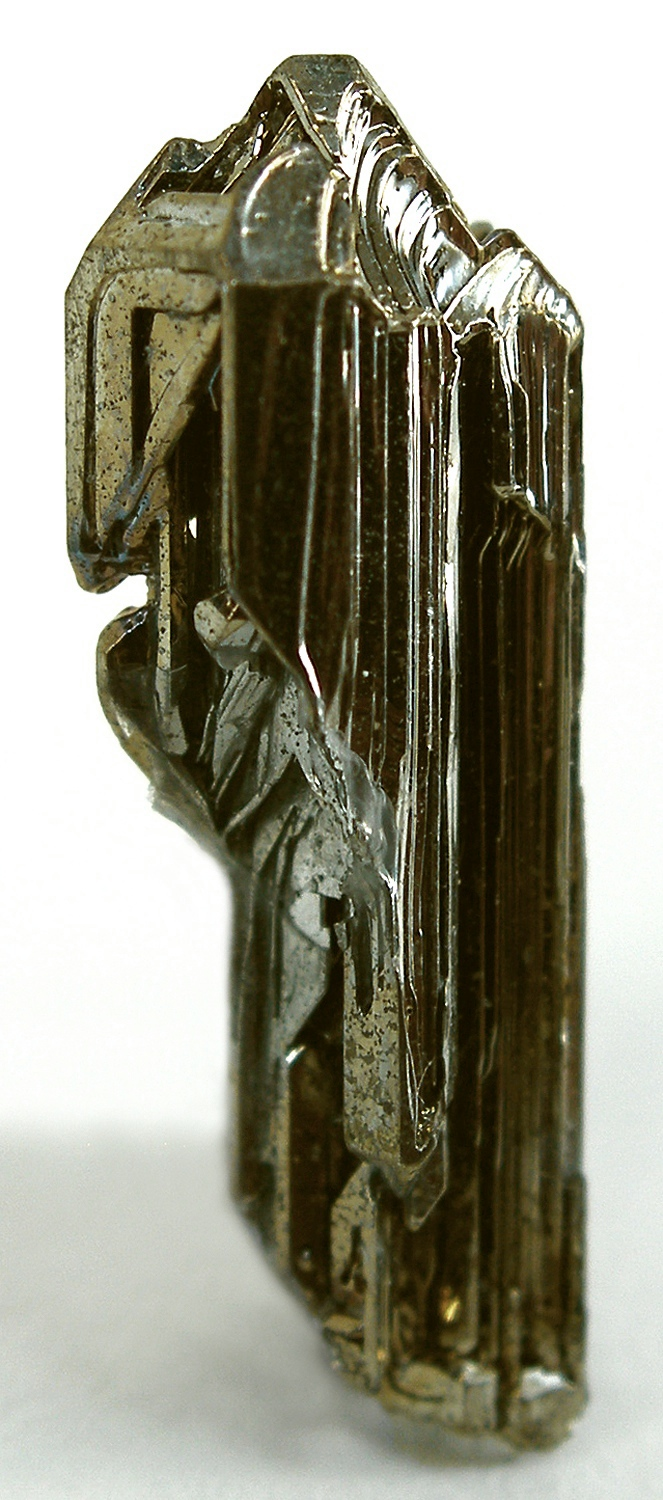
Tellure natif centimétrique (1.8 x 0.6 x 0.4 cm), Mine empereur, Vatukoula, Champs aurifère de Tavua Gold, Viti Levu, Fidji.

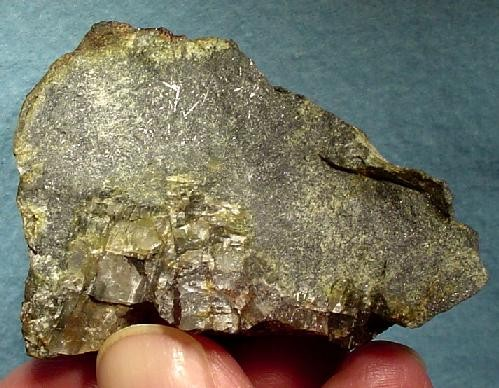
Tellure natif en longues aiguilles et en microcristaux disséminés dans un morceau de barytine, mine Teine mine, Sapporo, île nippone d'Hokkaïdo, taille : 5.7 x 4.1 x 2.1 cm.

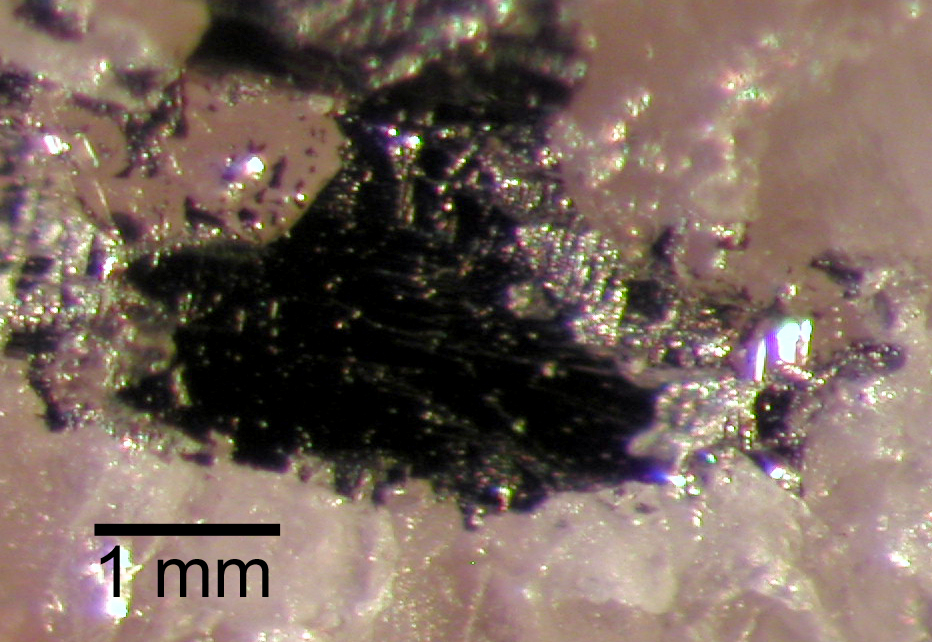
Tellure natif sur quartz, mine de Moctezuma, désert de Sonora, Mexique

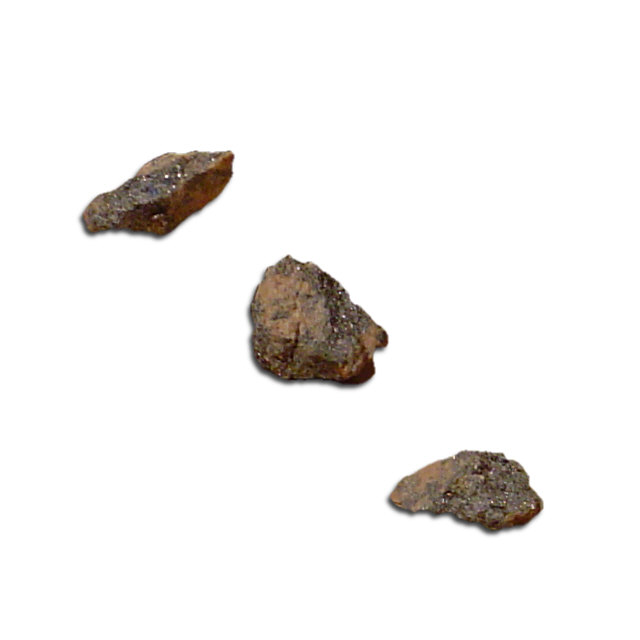
Tellure natif disséminé sur du quartz, Mine Moctuzuma, Sonoma, Mexique

- Allemagne
- Afrique du Sud
- Arabie Saoudite
- Tellure natif centimétrique (1.8 x 0.6 x 0.4 cm), Mine empereur, Vatukoula, Champs aurifère de Tavua Gold, Viti Levu, Fidji.Argentine
- Autriche
- Australie

Kalgoorlie, Australie occidentale
- Belgique
- Brésil
- Bulgarie
- Canada
- Chili
- Chine
- Espagne
- États-Unis

mines des comtés Calaveras et Tuolumne, Californie
mine de tellurium de Cripple Creek, comté Teller, Colorado
Mine du Roi, Districts miniers de Jamestown et de la Colline de l'Or(Gold Hill), comté Boulder, Colorado
Mine du bonne espérance (Good Hope Mine), district du volcan (Vulcan), comté Gunnison, Colorado
mine de Ag, Pb et Zn, Coeur d'Alene, Idaho
mines du comté Lincoln, Nevada
- Fidji

Mine Empereur à Vatukoula, Viti Levu
- Finlande
- Grèce
- Honduras
- Hongrie
- Italie

- Japon

mine Kawazu, Rendaiji, préfecture de Shizuoka Prefecture
- Kazakhstan

- Mexique

Mine Cananea et mine Montezuma, Sonora, Mexico
- Norvège
- Nouvelle-Zélande
- Ouzbeckistan
- Papouasie-Nouvelle Guinée
- Russie
- Roumanie

géotypes de Faţa Băii, province d'Alba et Rosia Montana (Verespatak), Transylvanie

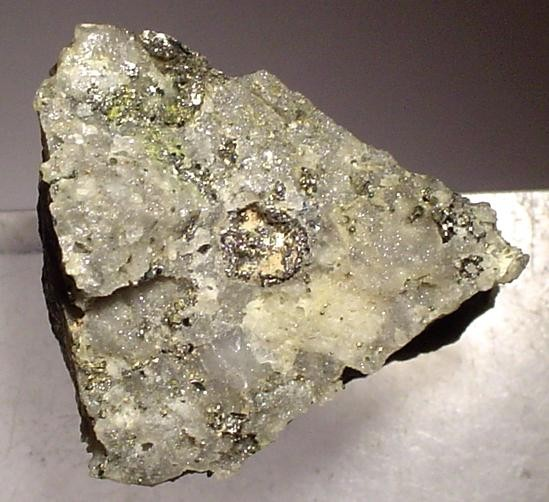
Tellure natif inséré dans une matrice de quartz, Faţa Băii, Zlatna, comté d'Alba County, Romania (taille: 2.2 x 1.9 x 1.6 cm)

- Slovaquie
- Suède
- Suisse
- Tchéquie
- Turquie
- Zimbabwe

## Usages
Le tellure natif ou ses associations avec les métaux natifs ne sont pas des minerais, dans la mesure où l'essentiel de l'élément Te est sous forme de minerais sulfurés. Le tellure corps simple se fabrique à partir de sous-produits de minerais sulfurés. Les corps  Se et Te peuvent être récupérés des boues anodiques après raffinage du cuivre. Il peut aussi provenir des poussières de grillage de la pyrite.
Corps simples et composés du tellure sont utilisés comme pigments dans le domaine céramique, mais aussi la porcelaine et les émaux. Le dioxyde de tellure est employé pour réaliser des verres de couleur.
Le tellure entre dans les alliages au plomb utilisé en électrochimie, par exemple trivialement les accumulateurs au plomb car il initie une passivation qui renforce la résistance du métal plomb à l'acide sulfurique. Les alliages métallique de cuivre et fer, qui contiennent une faible fraction de tellure, laissent des coulées plus facilement moulables et usinables.
Outre les composés diversement photosensibles, le tellurure de plomb est employé dans les couples thermoélectriques. Le tellurure de bismuth est employé dans les dispositifs thermoélectriques. Les propriétés photo- ou phono(n)-électroniques singulières du tellure justifient son usage son usage comme catalyseur, notamment le cracking pétrolier. Il est utilisé dans la mise en œuvre du caoutchouc et notamment sa vulcanisation. Il est parfois un additif anti-cliquetis dans les carburants des moteurs à combustions.
Il existe quelques emplois dans la pharmacopée traditionnelle que l'homéopathie a préservé. En homéopathie, le tellurium metallicum est censé être efficace pour les otites, rhumatismes et dermatoses, à l'instar de l'usage ancien allopathique[Quoi ?]. Ce remède homéopathique est encore usité en cas d'affections rhumatismales et ORL.
Le tellure natif est essentiellement un minéral de collection.

### Histoire

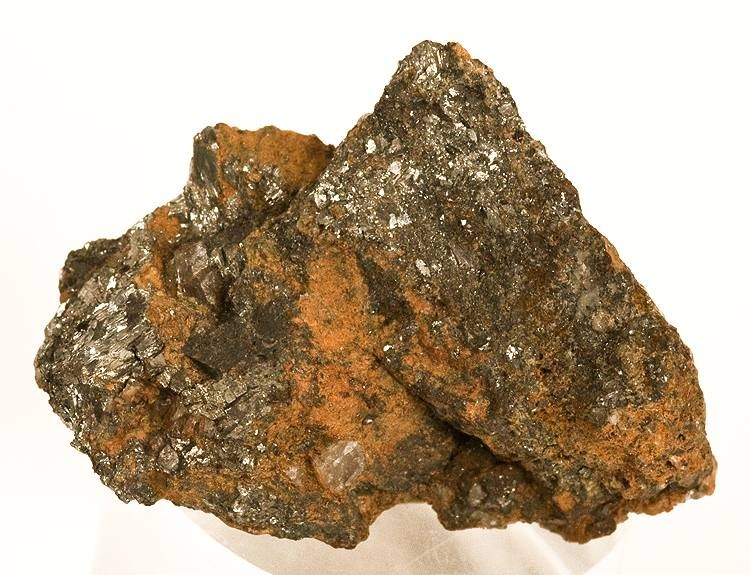
Tellure natif en plaquettes ou grêlons à éclats brillants, district minier de Burro Mountains, comté Grant, Nouveau-Mexique (collection de sciences naturelles du Ward's Institut, Rochester, NY)